# Рейгановский демократ

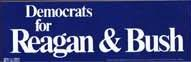
Наклейка на машину времён президентских выборов 1980 года: «Демократы за Рейгана и Буша».

Рейгановский демократ (англ. Reagan Democrat) — традиционный американский демократический избиратель, под которым подразумевается белый представитель рабочего класса Ржавого пояса и Калифорнии, который на протяжении более 20 лет (с 1980 по 2004 год) на президентских выборах поддерживал республиканцев Рональда Рейгана, Джорджа Буша-старшего и Джорджа Буша-младшего.
Этот термин по-прежнему релевантен, поскольку часть этой группы также перешла на сторону Дональда Трампа на президентских выборах 2016 года, который выиграл все колеблющиеся штаты Ржавого пояса и стал первым кандидатом от Республиканской партии, победившим в Пенсильвании и Мичигане с 1988 года, и в Висконсине с 1984 года. Все эти штаты голосовали за Рейгана в 1980 и 1984 годах, но и голосовали за президента-демократа Барака Обаму в 2008 и 2012 годах.
Термин остается частью лексикона американского политического жаргона из-за продолжающейся широкой популярности Рейгана среди значительной части электората.

## История
Во время выборов 1980 года значительное число разочарованных экономическим кризисом 1970-х годов и президентством Джимми Картера (даже более чем четырьмя годами ранее умеренного республиканца Джеральда Форда) избирателей в США, поддержали бывшего губернатора Калифорнии и бывшего демократа Рональда Рейгана. Оптимистичный тон Рейгана сумел завоевать широкий круг избирателей в почти беспрецедентной степени (для республиканцев со времен побед Эйзенхауэра в 1952 и 1956 годах) по всем направлениям, но не оказал особого демографического влияния на избирателей-демократов, за возможным исключением сторонников национальной безопасности (сосредоточенная, но относительно небольшая группа, олицетворением которой в 1980 году был демократ и сенатор от штата Вашингтон Генри «Скуп» Джексоном, бывший союзником Рейгана с 1980 года).
Термин рейгановский демократ иногда используется для описания умеренных демократов, которые в некоторых вопросах (таких как национальная безопасность и иммиграция) более консервативны либералов. Термин также относится к огромному влиянию, которое Рейган во время своего президентства имел в Палате представителей, в которой всё это время было демократическое большинство. Этот термин также отсылает к молчаливому большинству Ричарда Никсона, концепции которого сам Рональд Рейган использовал во время своих политических кампаний в 1970-х годах/

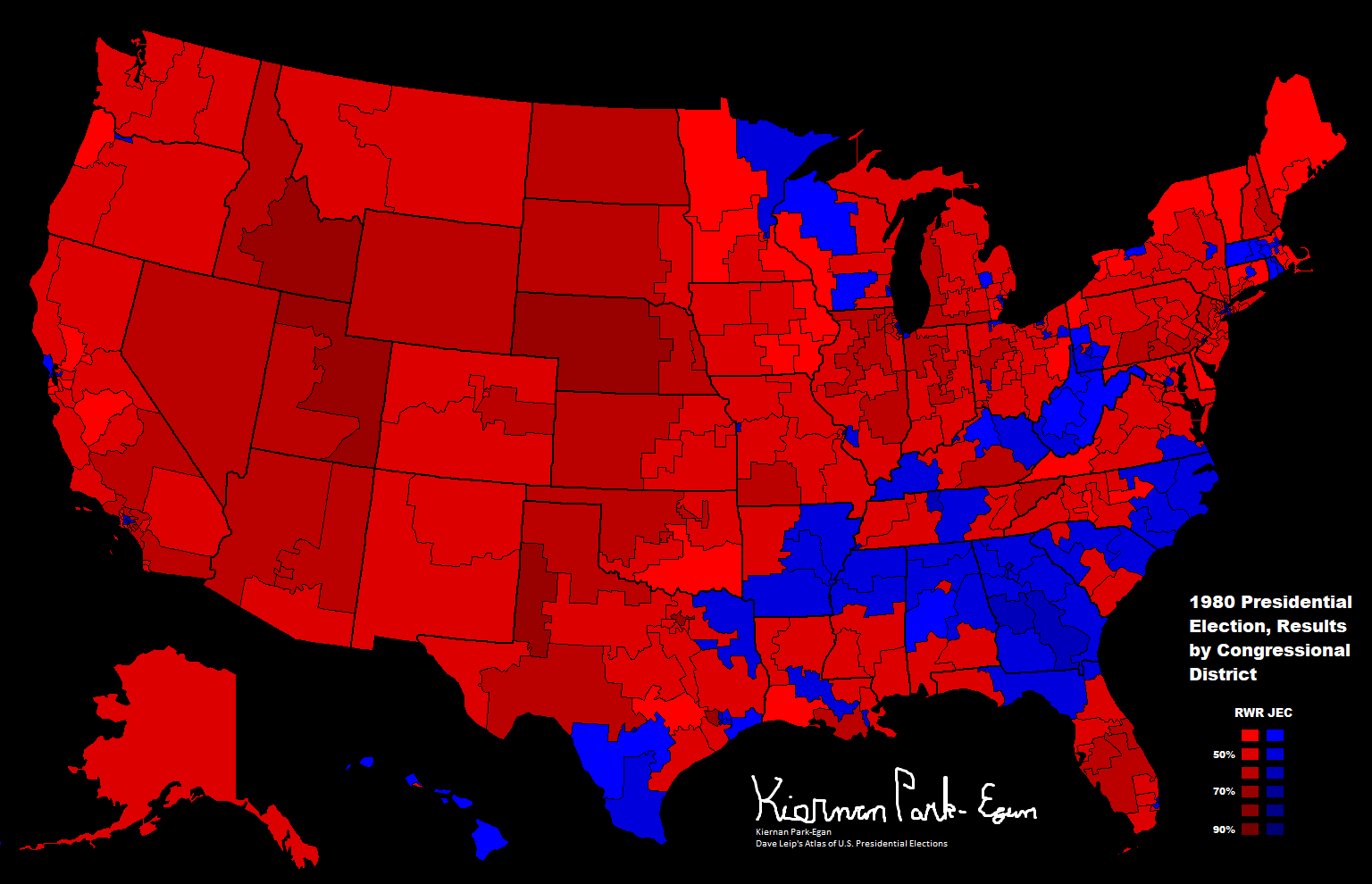
Результаты Рейгана и Картера на президентских выборах 1980 года по округам конгресса.

Социолог-демократ Стэн Гринберг опубликовал исследование рейгановского демократа, проанализировав белых этнических избирателей (в основном состоящих в профсоюзе работников автомобильной промышленности) в округе Макомб, штат Мичиган, к северу от Детройта. В 1960 году 63 процента жителей округа проголосовали за Джона Ф. Кеннеди, но в 1984 году 66 процентов были уже за Рейгана. Он пришел к выводу, что рейгановские демократы в демпартии видели не защитников рабочего класса, а работавших в первую очередь на благо других: очень бедных, феминисток, безработных, афроамериканцев, латиноамериканцев и других групп. Кроме того, рейгановские демократы добились успехов в период экономического процветания, который совпал со временем работы администрации Рейгана после «недомогания» администрации Картера. Они также поддерживали твердую позицию президента по вопросам национальной безопасности и выступали против демократической партии 1980-х годов по таким вопросам, как порнография, преступность и высокие налоги.
Гринберг периодически возвращался к избирателям округа Макомб в качестве барометра общественного мнения, пока он не провел экзит-полл 2008 года, по которому «почти 60 процентов» избирателей округа Макомб были «„довольны“ господином Обамой». На основании этого он сделал вывод, что округ Макомб «стал нормальным и неинтересным», «иллюстрируя развивающиеся отношения Америки с расовым вопросом». В редакционной статье для газеты «New York Times» аналитик заявил: «Я покончил с рейгановскими демократами из округа Макомб в пригороде Детройта после того, как сделал карьеру, освещая их гнев и разочарование среднего класса по поводу расы и демократических политиков». В том году Обама выиграл округ Макомб с отрывом в 53-45 %, что соответствовало и общенациональному результату. В 2016 году округ Макомб проголосовал за Дональда Трампа, что сделал снова и в 2020 году.
Биограф Рейгана Крейг Ширли в книге «Рандеву с судьбой» 1980 года четко выделяет появление поддержки синих воротничков во время праймериз в Висконсине 1980 года: «Молодой демократ Роберт Понасик стоял на стуле, яростно размахивая самодельной табличкой, которая гласила: „Переходите к Рейгану“». О реакции на Рейгана в Серб Холл Линн Шерр из ABC сообщила: «Судя по тому, как они появились в зале заседаний Демократической партии в течение длительного времени […], большое количество избирателей „синих воротничков“ могли бы проголосовать за Рейгана».

### В 1990-х и XXI веке
Демографический сдвиг, к которому подключился Рейган, продолжился в 1990-е годы после того, как он покинул свой пост. Демократы ответили новыми темами, о чём свидетельствует избрание Билла Клинтона президентом в 1992 году. В этой кампании он объявил себя «демократом другого типа» и отказался от многих старых стратегий Демократической партии в пользу центристской политики третьего пути, которую отстаивал Совет демократического руководства в надежде восстановить связь со многими избирателями из рабочего класса, которые голосовали за республиканцев в президентских кампаниях с 1968 года и были молчаливым большинством Никсона и Рейгана. Одним из самых известных рейгановских демократов был сенатор от штата Виргиния Джим Уэбб.
Консервативный комментатор Джордж Уилл, отмечая долгосрочные партийные движения, сказал в 2012 году: «Белых избирателей без высшего образования — экономически озабоченных и культурно консервативных — называли „демократами Рейгана“, когда их считали только сезонными республиканцами из-за Рональда Рейгана. Сегодня они называются республиканской базой».
После президентских выборов 2016 года, на которых многие округа Ржавого пояса поддержали Дональда Трампа, республиканский стратег заявил, что поддержавшие политика рейгановские демократы из рабочего класса теперь должны называться «республиканцами Трампа». Также высказывалось противоположное мнение, что своим результатом в Ржавом поясе Трамп обязан не пошедшим на выборы демократам.
По итогам президентских выборов 2020 года в статье для издания Politico социолог и политический стратег Стэн Гринберг использовал термин «Байденовский республиканец» чтобы идентифицировать большой блок избирателей-белых воротничков из пригородов, которые выбрали Джо Байдена вместо Дональда Трампа на президентских выборах 2020 года. Гринберг подчеркнул, что эти избиратели десятилетиями были надежными республиканцами, но были склонны голосовать за демократа из-за нативизма трампизма.

## Аналоги
- В Великобритании под термином «Человека из Эссекса» подразумевают традиционных сторонников лейбористов из рабочего класса, которые в 1980-х годах начали поддерживать консерваторов во главе с Маргарет Тетчер, во многом благодаря её политике Право на покупку. Хотя этой группе не было дано конкретного названия, на всеобщих выборах 2017 года ряд населённых рабочим классом избирательных округов в центре и на севере страны поддержали консерваторов. После выборов 2019 года эту группу избирателей прозвали Человек из Уоркингтона.
- В Австралии под «бойцом Говарда» подразумевался традиционно поддерживавший лейбористов и живший в пригородах представитель рабочего класса, который в середине 1990-х годов неожиданно перешёл к либералам во главе с Джоном Говардом.
- В Новой Зеландии политический обозреватель Крис Троттер выдвинул теорию о появлении символизирующего синих воротничков «Человеке из Уаитакере», который на всеобщих выборах 2008 года отдал свой голос лидеру Национальной партии Джону Ки из-за «амбиций» и «стремления» и, предположительно, в качестве ответной реакции против «сошедшей с ума политкорректности».